# Casearia oblongifolia
Casearia oblongifolia är en videväxtart som beskrevs av Jacques Cambessèdes. Casearia oblongifolia ingår i släktet Casearia och familjen videväxter. Inga underarter finns listade i Catalogue of Life.